# روکائو رویز
روکائو رویز (انگلیسی: Rocío Ruiz؛ زادهٔ ۱۸ آوریل ۱۹۹۰) بازیکن فوتبال اهل اسپانیا است.
از باشگاه‌هایی که در آن بازی کرده‌است می‌توان به باشگاه فوتبال زنان اتلتیکو مادرید اشاره کرد.